# Luca Moncada
Pour les articles homonymes, voir Moncada.
Luca Moncada, né le 3 avril 1978 à Palerme, est un rameur italien.

Il est 6 fois champion du monde entre 2001 et 2007. 